# 樂成橋
樂成橋，又称南和桥、三溪大桥，是中華人民共和國安徽省旌德縣三溪鄉的一座石拱橋，橫跨徽水，位于徽水、抱麟溪、玉溪三水汇合处，全長156米，宽6.20米。乐城桥桥面距离河床9米。桥的孔净跨度尺度不一，其中中孔11.50米。桥面两侧设有石质栏杆，有“皖南第二大古石桥”之称。该桥始建於明朝嘉靖二十二年（1543年），清初为洪水冲毁。清朝康熙年間重建，中華人民共和國時期被列為旌德縣文物保護單位。2004年被列为安徽省文物保护单位。該橋於2020年中國南方水災期間被洪水衝毀。